# Liga Premier de Afganistán 2012
La Liga Premier de Afganistán 2012 (por motivos de patrocinio también llamada Roshan Afghan Premier League 2012) fue el primer torneo de la Liga de Fútbol de Afganistán organizado por la Federación de Fútbol de Afganistán desde la suspensión de la Liga de la Ciudad de Kabul, disputada por ocho equipos del 18 de septiembre del 2012 hasta el 19 de octubre del 2012. Finalizó campeón el club Toofaan Harirod FC, tras disputarse todos los partidos en el AFF Stadium de Kabul.

## Sistema de campeonato
Se disputó una temporada regular de tres fechas distribuidos los ocho clubes en dos grupos de cuatro equipos cada uno, los dos equipos con mayor puntaje en cada grupo clasificaron a la fase de semifinales, enfrentándose en único partido para definir los finalistas del torneo. El campeón se definió en un solo partido entre los ganadores de cada llave en la fase de semifinales.

## Equipos participantes
| Club                  | Locación   | Grupo   |
| --------------------- | ---------- | ------- |
| De Spin Ghar Bazan FC | Este       | Grupo A |
| Mawjhai Amu FC        | North-Este | Grupo B |
| Simorgh Alborz FC     | North      | Grupo B |
| Toofaan Harirood FC   | West       | Grupo B |
| De Abasin Sape FC     | South East | Grupo A |
| De Maiwand Atalan FC  | South West | Grupo A |
| Oqaban Hindukush FC   | Center     | Grupo B |
| Shaheen Asmayee FC    | Kabul      | Grupo A |

## Temporada regular
Disputada del 18 de septiembre al 5 de octubre del 2012.

### Grupo A
|  | Pos. | Equipo                |  | PJ | PG | PE | PP | GF | GC | Dif. | Pts. |
|  | ---- | --------------------- |  | -- | -- | -- | -- | -- | -- | ---- | ---- |
|  | 1º   | De Maiwand Atalan FC  |  | 3  | 2  | 1  | 0  | 7  | 2  | +5   | 7    |
|  | 2º   | De Spin Ghar Bazan FC |  | 3  | 2  | 1  | 0  | 3  | 1  | +2   | 7    |
|  | 3º   | Shaheen Asmayee FC    |  | 3  | 1  | 0  | 2  | 4  | 4  | 0    | 3    |
|  | 4º   | De Maiwand Atalan FC  |  | 3  | 0  | 0  | 3  | 0  | 7  | -7   | 0    |

| De Maiwand Atalan | 2 : 2 | Shaheen Asmayee    | Nacional de Afganistán | 18 de septiembre | 16:30 |
| De Abasin Sape    | 0 : 1 | De Spin Ghar Bazan | Nacional de Afganistán | 20 de septiembre | 16:30 |

| Shaheen Asmaye    | 0 : 1 | De Spin Ghar Bazan | Nacional de Afganistán | 25 de septiembre | 16:30 |
| De Maiwand Atalan | 3 : 0 | De Abasin Sape     | Nacional de Afganistán | 27 de septiembre | 16:30 |

| De Maiwand Atalan | 1 : 1 | De Spin Ghar Bazan | Nacional de Afganistán | 19 de septiembre | 16:30 |
| Shaheen Asmayee   | 3 : 0 | De Abasin Sape     | Nacional de Afganistán | 4 de octubre     | 16:30 |

### Grupo B
|  | Pos. | Equipo                |  | PJ | PG | PE | PP | GF | GC | Dif. | Pts. |
|  | ---- | --------------------- |  | -- | -- | -- | -- | -- | -- | ---- | ---- |
|  | 1º   | Toofaan Harirod FC    |  | 3  | 3  | 0  | 0  | 12 | 1  | +11  | 9    |
|  | 2º   | Simorgh Alborz FC     |  | 3  | 2  | 0  | 1  | 7  | 7  | 0    | 6    |
|  | 3º   | Oqaban Hindukush F.C. |  | 3  | 0  | 1  | 2  | 3  | 8  | -5   | 1    |
|  | 4º   | Mawjhai Amu FC        |  | 3  | 0  | 1  | 2  | 4  | 10 | -6   | 1    |

| Mawjhai Amu    | 2 : 2 | Oqaban Hindukush | Nacional de Afganistán | 19 de septiembre | 16:30 |
| Simorgh Alborz | 1 : 4 | Toofaan Harirod  | Nacional de Afganistán | 21 de septiembre | 16:30 |

| Toofaan Harirod | 4 : 0 | Oqaban Hindukush | Nacional de Afganistán | 26 de septiembre | 16:30 |
| Simorgh Alborz  | 4 : 2 | Mawjhai Amu      | Nacional de Afganistán | 28 de septiembre | 16:30 |

| Simorgh Alborz  | 2 : 1 | Oqaban Hindukush | Nacional de Afganistán | 3 de octubre | 16:30 |
| Toofaan Harirod | 4 : 0 | Mawjhai Amu      | Nacional de Afganistán | 5 de octubre | 16:30 |

## Play-offs
|  | Semifinales             | Semifinales          |   |  | Final               | Final |  |
|  |                         |                      |   |  |                     |       |  |
|  | 11 de octubre 14:30     |                      |   |  |                     |       |  |
|  | De Maiwand Atalan F.C.  | 1                    |   |  |                     |       |  |
|  | Simorgh Alborz F.C.     | 2                    |   |  |                     |       |  |
|  |                         |                      |   |  |                     |       |  |
|  |                         |                      |   |  | 19 de octubre 14:30 |       |  |
|  |                         |                      |   |  | Simorgh Alborz F.C. | 1     |  |
|  |                         | Toofaan Harirod F.C. | 2 |  |                     |       |  |
|  |                         |                      |   |  |                     |       |  |
|  |                         |                      |   |  |                     |       |  |
|  |                         |                      |   |  |                     |       |  |
|  | 12 de octubre 14:30     |                      |   |  |                     |       |  |
|  | Toofaan Harirod F.C.    | 10                   |   |  |                     |       |  |
|  | De Spin Ghar Bazan F.C. | 0                    |   |  |                     |       |  |

## Semifinales
Disputada el 11 y 12 de octubre.
| 11 de octubre de 2012, 15:00 | De Maiwand Atalan FC | 1 : 2   | Simorgh Alborz FC | Estadio Nacional de Afganistán, Kabul |  |
|                              |                      | Reporte |                   |                                       |  |

| 12 de octubre de 2012, 15:00 | De Spin Ghar Bazan FC | 0 : 10  | Toofaan Harirod FC | Estadio Nacional de Afganistán, Kabul |  |
|                              |                       | Reporte |                    |                                       |  |

## Final
| 19 de octubre de 2012, 15:00 | Simorgh Alborz FC | 1 : 2   | Toofaan Harirod FC | Estadio Nacional de Afganistán, Kabul |  |
|                              |                   | Reporte |                    |                                       |  |

| Afghanistan                        |
| Toofaan Harirood F.C. 1.er. Título |